# Theilenberg

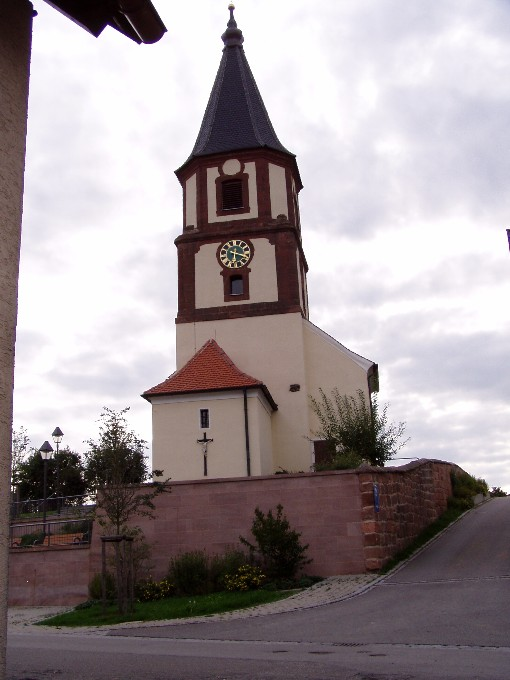
Pfarrkirche St. Wenzelaus

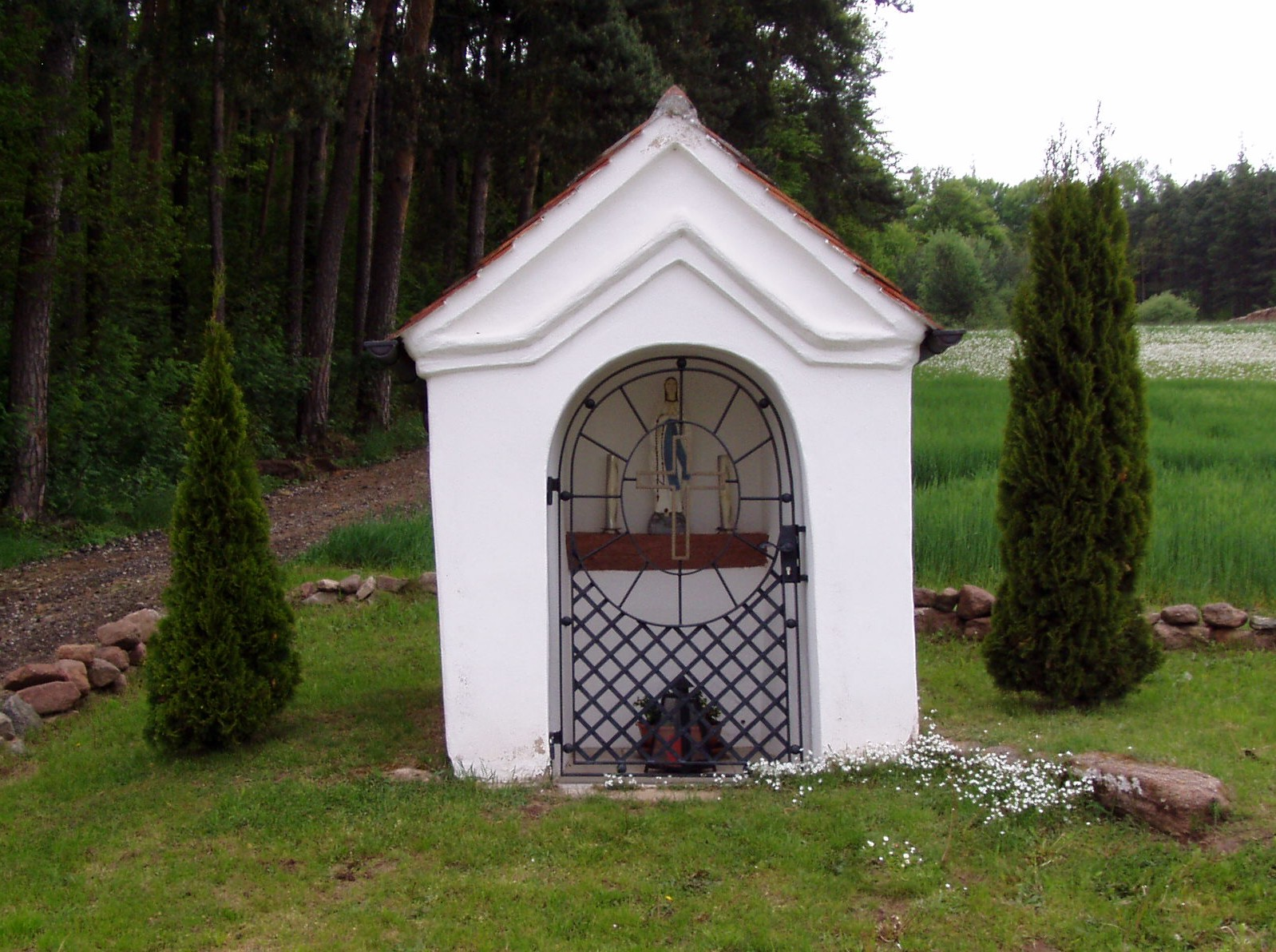
Walterkapelle

Theilenberg (fränkisch: Dailnbärch) ist ein Gemeindeteil der Stadt Spalt im Landkreis Roth (Mittelfranken, Bayern). Theilenberg liegt in der Gemarkung Wernfels.

## Geografie
Das Pfarrdorf liegt auf der Ostflanke des Geiersbergs, das in allen übrigen Richtungen abfällt. Im Westen befindet sich der „Eichwald“, im Südwesten das „Dirnenholz“. Südlich im Tal fließt der Erlbach, ein rechter Zufluss der Fränkischen Rezat. Wernfels im Norden ist nur wenige hundert Meter entfernt. Der Ort liegt im Spalter Hügelland. Eine Gemeindeverbindungsstraße führt zur Kreisstraße RH 10 (0,7 km nördlich), die nach Wernfels (0,6 km südöstlich) bzw. zur Bundesstraße 446 verläuft (1 km nordwestlich).

## Geschichte
Erstmals erwähnt wurde der Ort am 16. Juli 1058 in einer Schenkungsurkunde, in der Archidiakon Heysso, Propst zu Herrieden, seinem Chorherrenstift zu Herrieden zwei Weingärten in „Tilenburc“ vermachte. Zu dieser Zeit gab es noch die gleichnamige Burganlage. Das Bestimmungswort des Ortsnamens ist Tīlo, der Personenname des Siedlungsgründers. Die zweite Erwähnung erfolgte um 1158, als Graf Rapoto von Abenberg dem Kloster Heilsbronn die Kirche von „Tilenburg“ vermachte. 1284 kam die Burg Wernfels samt den beiden Höfen in Theilenberg an Reinboto von Meilenhart, dem damaligen Fürstbischof von Eichstätt. Im Eichstätter Salbuch von 1300 sind für den Ort 7 Lehen verzeichnet, die aus der Zerschlagung der beiden Höfe hervorgegangen waren. 1303 erwarb Bischof Konrad II. von Pfeffenhausen dort drei weitere Lehen und zwei Weingärten. 1348 ging das Kirchenpatronat an das Nikolausstift zu Spalt über. Ab 1475 ist St. Wenzelaus Theilenbergs Pfarrkirche, die Pfarrer waren meist Chorherren zu Spalt.
Gegen Ende des 18. Jahrhunderts bildete Theilenberg mit Wernfels eine Realgemeinde. In Theilenberg gab es 15 Anwesen (1 Ganzhof, 4 Dreiviertelhöfe, 6 Halbhöfe, 4 Gütlein). Das Hochgericht übte das eichstättische Pflegamt Wernfels-Spalt aus. Alle Anwesen hatten das Kastenamt Spalt als Grundherrn. Für einen Ganzhof gingen die Abgaben an die Kirche zu Teilenberg, für einen Dreiviertelhof war der Kirche zu Theilenberg zins- und lehenbar. Neben den Anwesen gab es noch die Pfarrkirche und kommunale Gebäude (Schule, Hirtenhaus).
Im Rahmen des Gemeindeedikts wurde Theilenberg dem 1808 gebildeten Steuerdistrikt Wernfels und der 1811 gegründeten Ruralgemeinde Wernfels zugeordnet. Am 1. Mai 1978 wurde Theilenberg im Zuge der Gebietsreform in Bayern nach Spalt eingegliedert.

### Baudenkmäler
In Theilenberg gibt es acht Baudenkmäler:
- Haus Nr. 20a: katholische Pfarrkirche St. Wenzelaus
- Haus Nr. 21: ehemaliges Bauernhaus mit Scheune
- Haus Nr. 22: ehemaliges Bauernhaus mit Scheune
- Haus Nr. 24: dazugehörige Scheune
- Haus Nr. 33: ehemalige Pfarrscheune
- drei Wegkapellen

### Einwohnerentwicklung
| Jahr      | 001818 | 001840 | 001861 | 001871 | 001885 | 001900 | 001925 | 001950 | 001961 | 001970 | 001987 | 002015 | 002023 |
| Einwohner | 95     | 115    | 139    | 120    | 158    | 111    | 104    | 105    | 103    | 97     | 95     | 102    | 101    |
| Häuser    | 16     | 19     |        |        | 25     | 24     | 22     | 22     | 23     |        | 29     |        |        |
| Quelle    | [ 13 ] | [ 14 ] | [ 15 ] | [ 16 ] | [ 17 ] | [ 18 ] | [ 19 ] | [ 20 ] | [ 21 ] | [ 22 ] | [ 23 ] | [ 1 ]  | [ 1 ]  |

## Religion
Der Ort ist Sitz der römisch-katholischen Pfarrei St. Wenzeslaus. Die Einwohner evangelisch-lutherischer Konfession sind nach St. Andreas (Wassermungenau) gepfarrt.

## Bilder

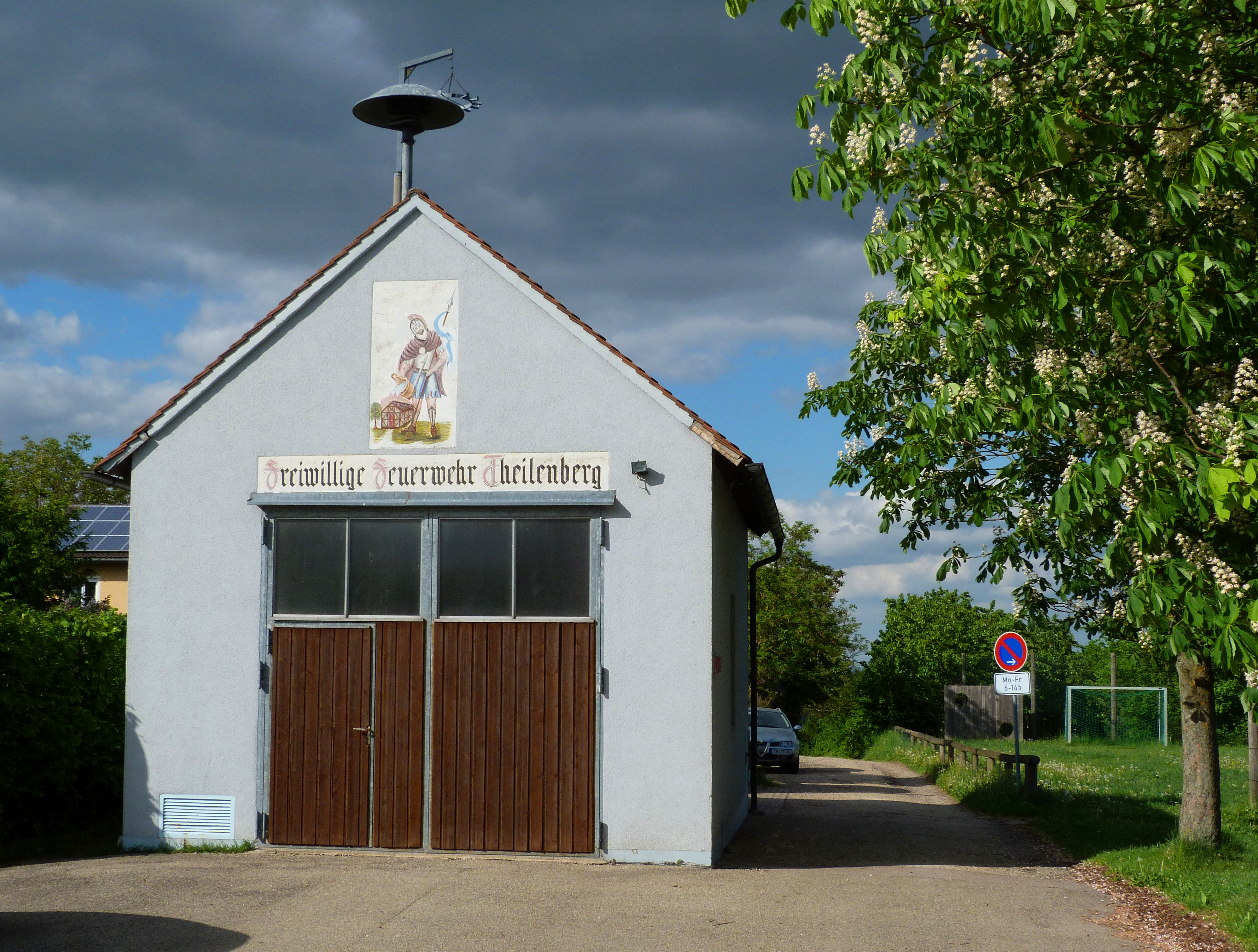
Feuerwehrhaus von Theilenberg
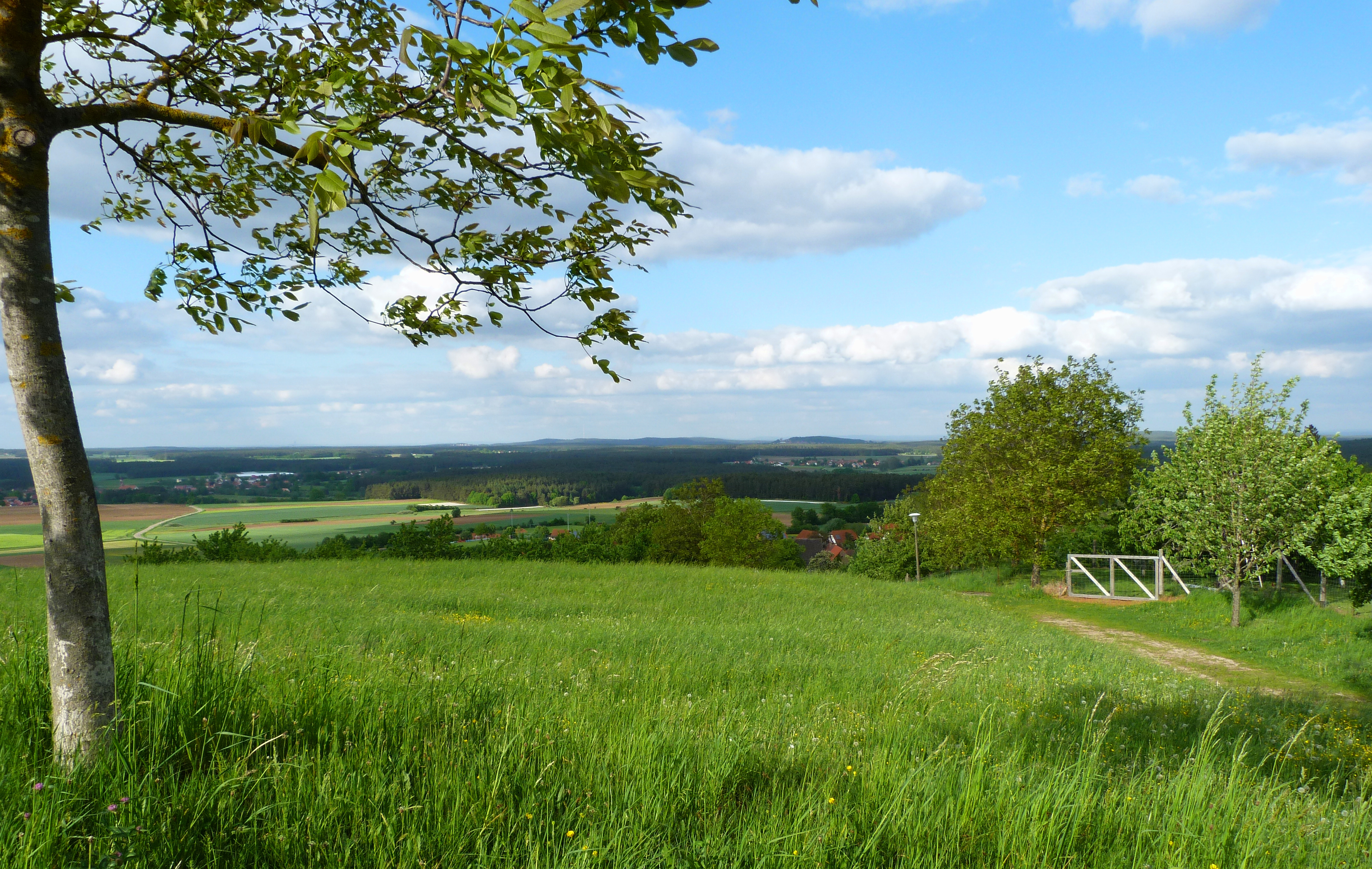
Aussicht von Teilenberg
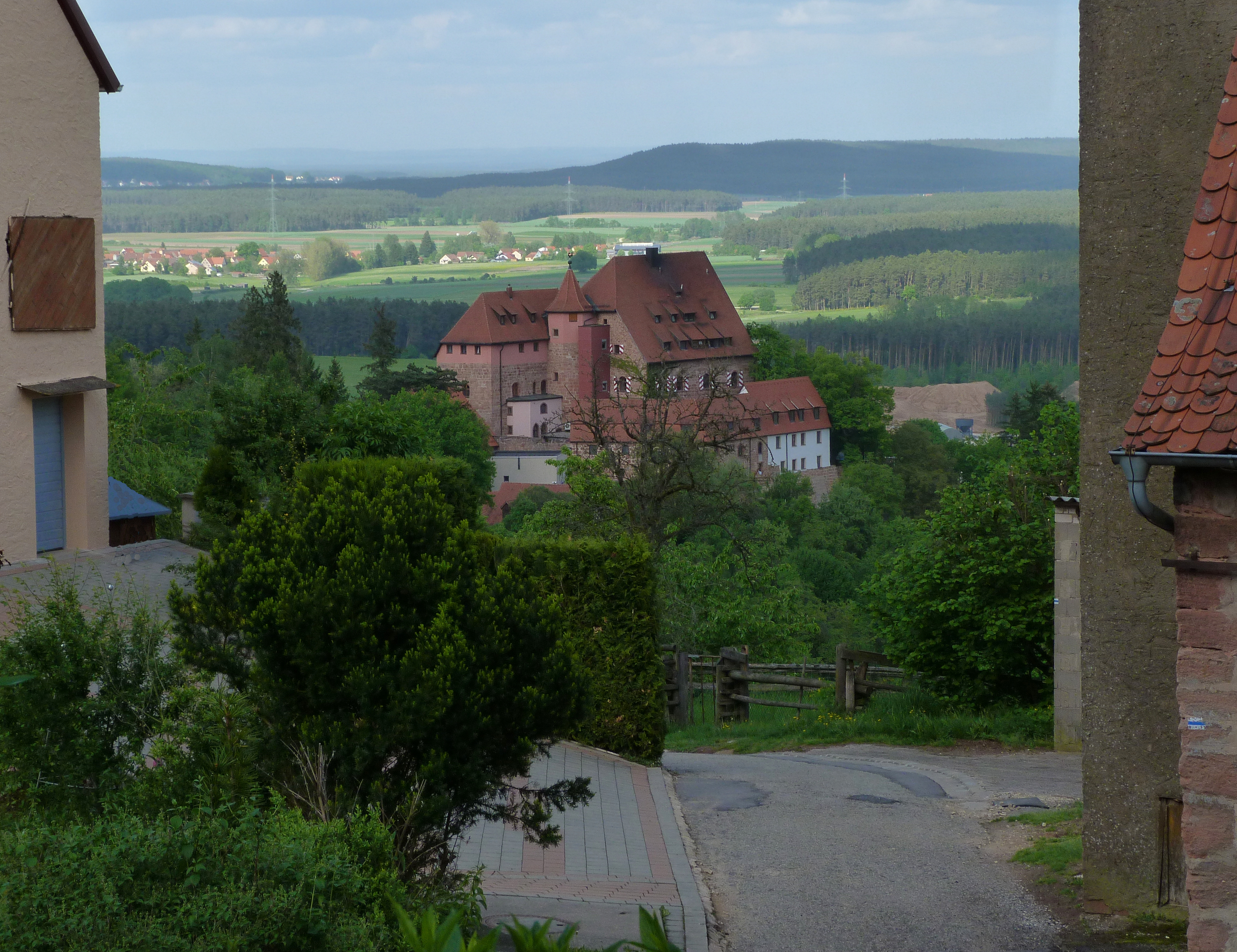
Die Burg Wernfels von Theilenberg aus gesehen
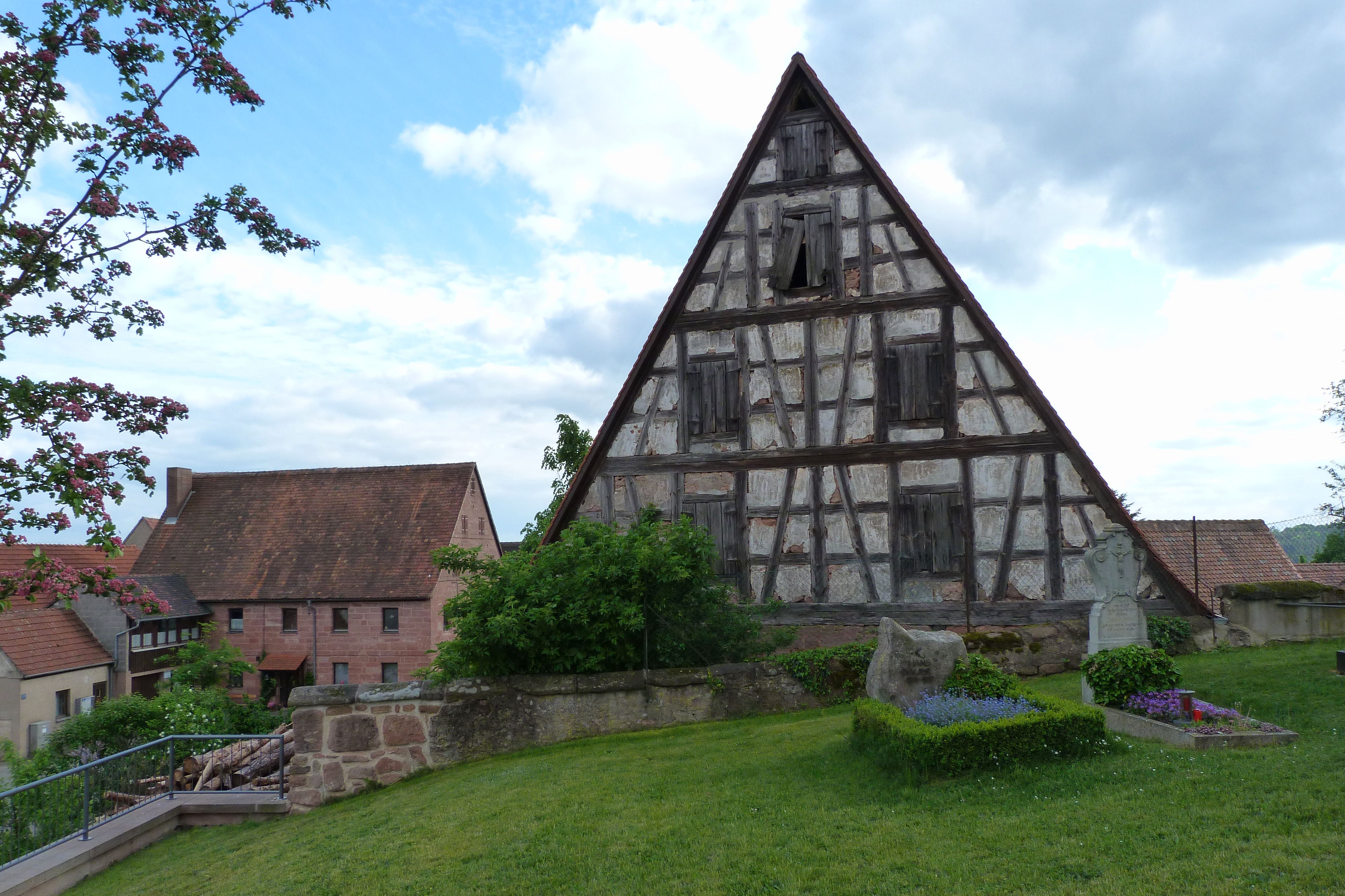
Friedhof und alter Stodl in Theilenberg
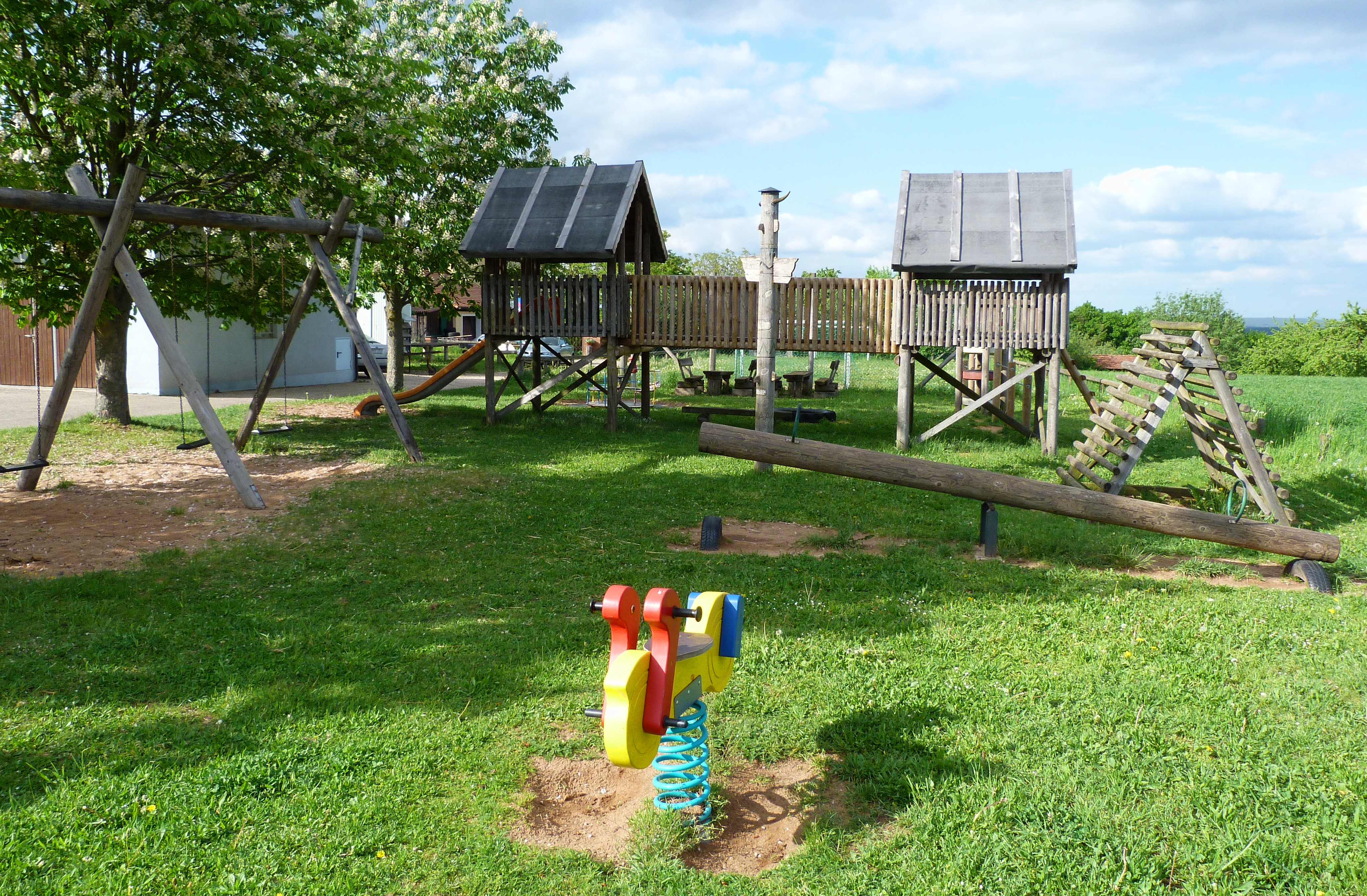
Spielplatz in Theilenberg